# (289020) Ukmerge
(289020) Ukmerge est un astéroïde de la ceinture principale.

## Description
(289020) Ukmerge est un astéroïde de la ceinture principale. Il fut découvert le 12 octobre 2004 à Moletai par Kazimieras Černis. Il présente une orbite caractérisée par un demi-grand axe de 2,39 UA, une excentricité de 0,13 et une inclinaison de 3,4° par rapport à l'écliptique.

## Compléments